# Rózsástorkú ragyogópapagáj
A rózsástorkú ragyogópapagáj (Polytelis alexandrae) a madarak (Aves) osztályának a papagájalakúak (Psittaciformes) rendjébe, ezen belül a szakállaspapagáj-félék (Psittaculidae) családjába tartozó faj.
Egyéb magyar nevei: kéksapkás papagáj, walesi hercegnő papagája vagy rozsástorkú papagáj.
Tudományos nevét Alexandra hercegnőről kapta, aki VII. Edward walesi herceg felesége volt.

## Előfordulása
Ritka madár ugyan, de Belső- és Nyugat-Ausztrália bozótos vidékein nagy területeken megtalálható.

## Megjelenése
Testhossza 45 centiméter, testtömege 120 gramm. A hím feje teteje világoskék, oldala túlnyomó részt olajzöld, fartöve égszínkék, torka pedig rózsaszín. A tojó színezete nagyon hasonlít a híméhez, de kissé halványabb.
|  |

## Életmódja
Többnyire párban vagy kis csapatban fordul elő. Táplálékát az akácia magjai, lágy szárú növények, virágok és gyümölcsök alkotják. Gyors szárnycsapásokkal, csapongva repül.

## Szaporodása
Az ivarérettséget 3-4 évesen éri el. A 4-6 tojást a tojó az eukaliptuszfa odvába vagy ágvillájába rakja és ezeken mintegy 21 nap kotlik. A fiatal madarak 2-3 hónap múlva repülnek ki.

## Rokon fajai
A legközelebbi rokonai a hegyi ragyogópapagáj (Polytelis anthopeplus) és a sárgatorkú ragyogópapagáj (Polytelis swainsonii).